# Tedaniidae
Tedaniidae is een familie van sponsdieren uit de klasse van de Demospongiae (gewone sponzen).

## Geslachten
- Hemitedania Hallmann, 1914
- Strongylamma Hallmann, 1917
- Tedania Gray, 1867